# غلينز يونغ
غلينز يونغ هي أستاذ التاريخ والرئيس الجديد لقسم التاريخ في جامعة واشنطن. وهي أيضا أستاذ الدراسات الروسية في كلية هنري جاكسون للدراسات الدولية. وهي أيضا تابعة لجامعة واشنطن قسم التاريخ المقارن للأفكار. بدءاً من عام 2016، كانت أستاذة جون بريدجمان الموهوبة في التاريخ. وتشمل أبحاثها روسيا والاتحاد السوفيتي والدين في الاتحاد السوفيتي والسياسة الخارجية السوفياتية والعلاقات الخارجية الروسية.

## المسار المهني
بعد تخرجها من مدرسة منطقة الناصرة الثانوية في الناصرة، بنسلفانيا عام 1977، التحقت بكلية لافاييت. كانت ستستمر في الانتقال وتحصل في النهاية على بكالوريوس الآداب في التاريخ من جامعة بنسلفانيا عام 1981، وتخرجت بامتياز مع مرتبة الشرف. في عام 1989، حصلت على درجة الدكتوراه في التاريخ من جامعة كاليفورنيا في بيركلي. في عام 1989، بدأت مسيرتها الأكاديمية كباحثة زائرة في معهد هوفر في جامعة ستانفورد في ستانفورد، كاليفورنيا. من عام 1990 إلى عام 1992، كانت ستعمل كمحاضر في جامعة ستانفورد قبل أن يتم تعيينها كأستاذ في جامعة واشنطن، حيث حصلت على موعد مزدوج في قسم التاريخ وكلية هنري إم. جاكسون للدراسات الدولية.

## المنشورات المختارة
- يونغ، جلينيز. إلى روسيا مع «إسبانيا»: المنفيون الإسبان في الاتحاد السوفياتي ولونغي دوري من التاريخ السوفياتي. بلومينغتون: سلافيكا ناشرون، جامعة إنديانا. 2014. مطبوعة.[6]
- يونغ، جلينيز. التجربة الشيوعية في القرن العشرين: تاريخ عالمي من خلال المصادر. نيويورك: مطبعة جامعة أكسفورد، 2011. طباعه.[7]
- يونغ، جلينيز. السلطة والمقدس في روسيا الثورية: نشطاء دينيون في القرية. حديقة الجامعة، با: مطبعة جامعة ولاية بنسلفانيا، 1997. طباعه.[8]